# À la rescousse (film, 1940)
Pour les articles homonymes, voir À la rescousse.
Pour plus de détails, voir Fiche technique et Distribution.
À la rescousse (The Trail Blazers) est un film américain réalisé par George Sherman, sorti en 1940.

## Fiche technique
- Titre original : The Trail Blazers
- Titre français : À la rescousse
- Réalisation : George Sherman
- Scénario : Barry Shipman (en) et Earle Snell d'après des personnages de William Colt MacDonald
- Photographie : William Nobles
- Montage : Tony Martinelli
- Musique : Cy Feuer (en)
- Pays de production : États-Unis
- Format : Noir et blanc - 1,37:1
- Genre : western
- Durée : 58 minutes
- Date de sortie : 1940

## Distribution
- Robert Livingston : Stony Brooke
- Bob Steele : Tucson Smith
- Rufe Davis : Lullaby Joslin
- Pauline Moore : Marcia Kelton
- Weldon Heyburn : Jeff Bradley
- Carroll Nye : Jim Chapman
- Tom Chatterton : Major R.C. Kelton
- Si Jenks : T.L. Johnson
- Mary Field : Alice Chapman
- John Merton : Mason
- Rex Lease : Reynolds